# Association for Education in Journalism and Mass Communication
Die Association for Education in Journalism and Mass Communication (AEJMC) ist eine US-amerikanische Non-Profit-Vereinigung von Wissenschaftlern, Hochschullehrern, Studenten und Medienprofis, die im Bereich Kommunikation, Massenmedien und Journalismus lehren und forschen und dort administrative Verantwortung haben.

## Ziele
Die Ziele sind
- Qualitätssicherung in der akademischen Journalismus- und Medienausbildung in den USA
- Förderung kommunikations- und medienwissenschaftlicher Forschung (vorwiegend in den USA)
- Kultivierung bester professioneller Praxis in Lehre und Forschung
- die Herausgabe qualitativ hochwertiger wissenschaftlicher Fachzeitschriften

## Geschichte
Der Verband wurde 1912 in Chicago von Willard Grosvenor Bleyer (von 1912 bis 1913 erster AEJMC-Präsident) gegründet. Damit ist sie eine der ältesten Organisationen dieser Art. Sie hat weltweit über 3.700 Mitglieder. Die jährlichen Konferenzen finden immer im August in den USA statt. 

## Publikationen
Der Verband gibt folgende wissenschaftliche Fachzeitschriften heraus:
- Journalism & Mass Communication Educator
- Journalism & Mass Communication Quarterly
- Journalism & Communication Monographs

Diverse Divisions geben weitere wichtige Fachzeitschriften heraus.